# Thyrosticta pauliani
Thyrosticta pauliani là một loài bướm đêm thuộc phân họ Arctiinae, họ Erebidae.